# Městská památková zóna

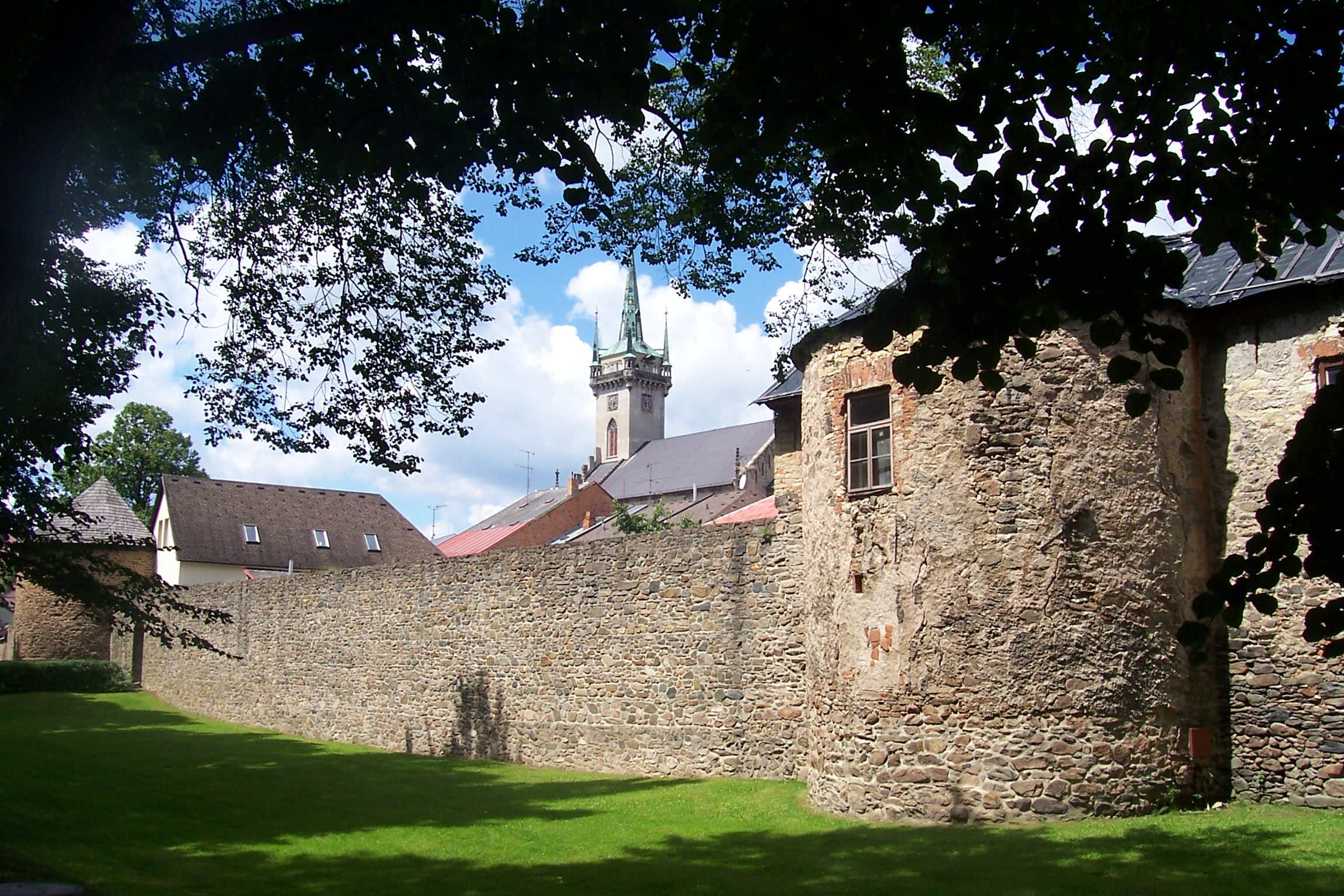
Městská památková zóna v Poličce, hradby

Městská památková zóna (MPZ) je památkově chráněné území v Česku, které jako památkovou zónu vyhlašuje Ministerstvo kultury České republiky. Jedná se o části měst, které jsou památkově nebo historicky významné. Vyšším stupněm ochrany je městská památková rezervace.
V dubnu 2023 se v Česku nacházelo 258 městských památkových zón.

## Památková zóna
K zajištění památkové ochrany zóny a jejího historického prostředí, které s architektonickými soubory, jednotlivými nemovitými kulturními památkami, strukturou pozemků, pozemními komunikacemi, vodními plochami, vodními toky, trvalými porosty a realizovanými kompozičními záměry vykazují významné kulturní hodnoty, mohou orgány státní památkové péče při svém rozhodování stanovit podmínky, které omezují stavební a jiné úpravy v zóně.